# Therese Comodini Cachia

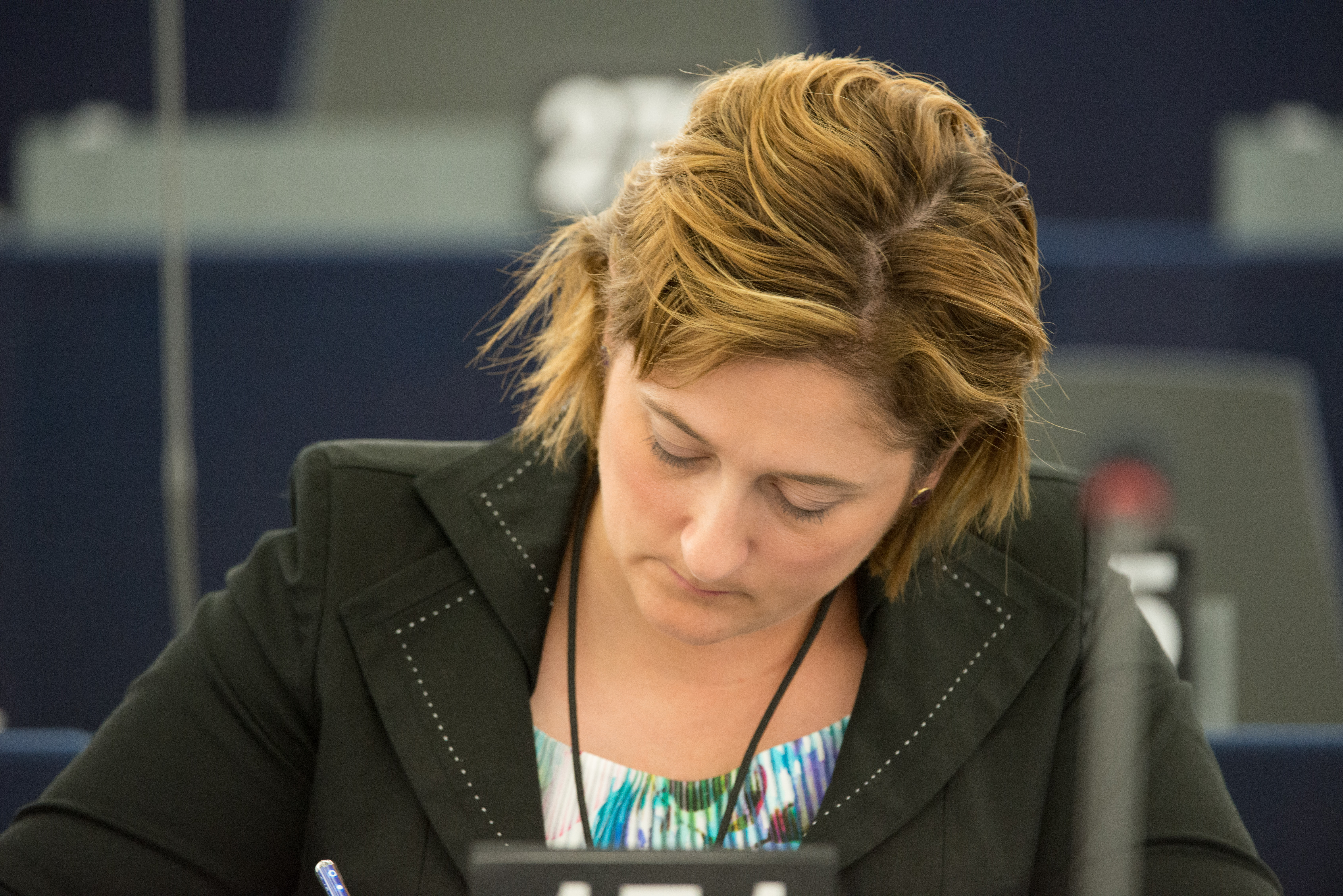
Therese Comodini Cachia, 2014

Therese Comodini Cachia (* 23. Februar 1973 in Attard) ist eine maltesische Politikerin der Partit Nazzjonalista.
Sie war seit der Europawahl 2014 bis zum 23. Juni 2017 Abgeordnete im Europäischen Parlament. Dort war sie Mitglied im Rechtsausschuss, in der Delegation für die Beziehungen zum Palästinensischen Legislativrat und in der Delegation in der Parlamentarischen Versammlung der Union für den Mittelmeerraum. Sie gehörte der Fraktion der Europäischen Volkspartei an.